# Kosmos 57
Kosmos 57 – testowy, bezzałogowy lot dwuosobowego radzieckiego statku kosmicznego Woschod. W trakcie czwartego okrążenia, w wyniku błędnej interpretacji rozkazu jednocześnie nadanego z dwóch stacji naziemnych, statek uruchomił silniki wsteczne, co po 29 minutach spowodowało zadziałanie systemu samodestrukcji. 

## Przebieg misji

### Przygotowania
11 lutego 1965 do Bajkonuru przyleciał generał-pułkownik Nikołaj Kamanin i delegacja radzieckich sił powietrznych. Raport z Moskwy donosi, że Zaikin i Krunow pomyślnie przetestowali śluzę powietrzną na wysokości 37 kilometrów, i że system Wega tym razem sprawował się dobrze. Dzień po przylocie oficjeli okazuje się, że z powodu usterki konieczna jest wymiana głównego systemu Tral statku, co potrwa 7-8 dni. Siergiej Korolow, Kamanin i pozostali wracają więc do Moskwy.
16 lutego Kamanin i Korolow ponownie przyjechali do Bajkonurze. Główny Konstruktor był zły na Bogomołowa, odpowiedzialnego za system Tral, z którym nadal występowały kłopoty. W międzyczasie dyskutowane było, co się stanie jeśli śluza utraci szczelność. Inżynierowie nie znaleźli dobrego rozwiązania - gdy taka sytuacja miałaby miejsce, kosmonauci nie mogliby wejść do kapsuły. Trwał też wybór stacji śledzenia, która miałaby przesłać komendę otworzenia i zamknięcia śluzy. Wybór padł na stację IP-7 w Kłuczi, i na IP-6 w Jelizowie, gdyż Korolow chciał dysponować stacją rezerwową. Do wieczora wszystkie problemy techniczne udało się przezwyciężyć i statek został zdeklarowany jako gotowy do lotu.
17 lutego padło postanowienie, że statek i rakieta zostaną wytoczone na platformę startową 20 lutego, a start ma mieć miejsce 21-22 lutego. Załogowy Woschod 2 miałby polecieć najwcześniej w pierwszej połowie marca. Ponieważ jednak Korolow planował wystrzelenie sondy typu Ye-6, do miękkiego lądowania na Księżycu, na 13 marca, oznaczałoby to start załogowy raczej w drugiej połowie marca. Kamanin nadal krytykował podukłady radiowe Woschoda. Korolow zapowiedział, że dla Woschoda 3 zostanie zaprojektowany nowy system.
Rakieta i statek zostały wytoczone o 8 rano 21 lutego, z opóźnieniem związanym z kłopotami przy łączeniu statku z rakietą dzień wcześniej. Mimo niekorzystnych warunków pogodowych (-22°C na stanowisku startowym i złej pogodzie na lądowisku), start nie został przełożony.

### Start
Kosmos 57, czyli Woschod-3KD 1. wystartował 22 lutego 1965, o godzinie 07:40 GMT, ze stanowiska startowego nr 31 kosmodromu Bajkonur. Rakietą nośną był Woschod 11A57 o numerze seryjnym R15000-03. Procedura startu przebiegła pomyślnie. Przyglądał mu się Kamanin i przedstawiciele radzieckich sił powietrznych. Statek wszedł na orbitę o perygeum 159 km i apogeum 708 km.
Symferopol i Moskwa odebrały obrazy telewizyjne statku - Bajkonur był poza strefą odbioru sygnałów. Moskwa raportowała więc, że widzi 2/3 śluzy powietrznej, która wygląda na prawidłowo wypełnioną. Goście opuścili salę, by powrócić po dwóch godzinach. Powitali Korolowa zwyczajowym "dobry wieczór", ale ten ponuro odpowiedział Nie, ten wieczór, jaki by nie był, na pewno nie jest dobry. Statek eksplodował....
Na początku trzeciego okrążenia Ziemi statek miał przelecieć nad Rosją, jednak stacje IP-4, IP-6 i IP-7 nie mogły skontaktować się ze statkiem. Nie odbierano żadnych sygnałów, telemetrii czy z systemu Tral. Podobnie było podczas czwartego okrążenia.
Analiza zebranych danych pokazała, że statek rozpoczął sekwencję powrotu do atmosfery, odpalił silnik TDU, ale nie opuścił orbity. Po 29 minutach zadziałał pokładowy system samodestrukcji, zaprogramowany na taką okoliczność.
Nie wiadomo jednak było, co spowodowało uruchomienie procedury powrotu do atmosfery. Oczywiste było jedynie, że póki nie zostanie to wyjaśnione, załogowy lot Woschoda 2 nie jest możliwy.

### Analiza wypadku
Dzień po nieudanej misji do Bajkonuru zostały wysłane taśmy z rejestratorów radiowych z Kamczatki, Moskwy i Kołpaszewa. Ściągnięci zostali też eksperci z OKB-1. Odkryto, że w chwili rozpoczęcia procedury uruchomienia silników ciągu wstecznego stacje IP-6 i IP-7 jednocześnie komunikowały się ze statkiem.
Powołana została komisja wypadkowa. Taśmy ze stacji IP-6 i IP-7 zatrzymała w Omsku zła pogoda. Dwunasty marca zostaje potwierdzony jako data 12 startu Łunnika E-6, w związku z tym start załogowego Woschoda został odłożony przynajmniej na koniec marca.
25 lutego o 11 rano do Bajkonuru dotarły taśmy z zapisami łączności stacji śledzenia ze statkiem. Korolow nie brał udziału w pracach komisji z powodu choroby i wysokiej gorączki. Komisja zebrała się jeszcze tego samego dnia o 16:00. Szybko okazało się, że dokładnie w tym samym czasie stacje IP-6 i IP-7 wysłały do statku komendę nr 42 "dekompresja śluzy". Statek mógł je zinterpretować jako pojedynczą komendę nr 5 "ciąg wsteczny". Komendę dekompresji miała wysłać tylko stacja IP-6, a IP-7 miała ją tylko retransmitować na rozkaz Moskwy. W wyniku nieporozumienia obsługa stacji IP-7 sądziła jednak, że ma nadać tę komendę jako pierwsza. Oznaczało to jednak, że statek działał prawidłowo.
Przeanalizowanie listy 45 rozkazów statku pokazało, że cztery z nich mogą powodować powstanie właśnie takiego błędu. Kamanin o to zaniedbanie posądził biuro Mnatsakanina. 
Data startu Woschoda została utrzymana – druga połowa marca. Jednak na wizycie Kamanina i innych oficjeli u chorego Korolowa, ten zgłosił żądanie, by najpierw wystrzelić wywiadowczego satelitę Zenit, którego kapsuła powrotna byłaby wyposażona w taką samą śluzę co Woschod 2. Lot taki udowodniłby, że kapsuła powrotna ze śluzą jest stabilna podczas powrotu, czego nie przetestował Kosmos 57. Kamanin zgodził się z tym, mówiąc, że przekaże to Komisji Państwowej.
W trakcie rozmowy doszło też do starcia między Korolowem a Kamaninem. Główny Konstruktor narzekał na jakość lekarzy z sił powietrznych i brak zaangażowania wojska w program lotów załogowych – brak wojskowych kosmonautów. Kamanin niechętnie, ale przyznał mu rację i obiecał, że zgłosi sprawę Rodionowi Malinowskiemu, ministrowi obrony, który do tej pory blokował wszelkie propozycje udziału wojska w lotach załogowych.
27 lutego Komisja Państwowa podtrzymała wcześniejsze wnioski komisji wypadkowej. Zaplanowane zostało, że Zenit mający wystartować między 4–8 marca wyposażony zostanie w śluzę Wychod, E-6 wystartuje 12 marca, a Woschod 2 między 15 a 20 marca.